# Avcıbaşı, Çaldıran
Avcıbaşı là một xã thuộc thành phố Çaldıran, tỉnh Van, Thổ Nhĩ Kỳ. Dân số thời điểm năm 2011 là 717 người.